# Svanuće (1964.)
Svanuće, hrvatski dugometražni film iz 1964. godine.